# 부레쓰 천황
부레쓰 천황(일본어: 武烈天皇 ぶれつてんのう[*], 489년 ~ 507년 1월 7일) 또는 부레쓰 오키미(武烈大王)은 일본의 25대 천황(재위 : 498년 12월 ~ 507년 1월 7일)이다. 이름은 《일본서기》에서는 오하쓰세노와카사자키노미코토(小泊瀬稚鷦鷯尊) 또는 오하쓰세노와카사자키노스메라미코토(小泊瀬稚鷦鷯天皇)라고 하며, 『고사기』에는 오하쓰세노와카사자키노미코토(小長谷若雀命)라 적혀 있다. 실재했던 인물인지에 대해서는 논쟁이 있다. 닌켄 천황의 황자로 태어났으며, 어머니는 유랴쿠 천황의 황녀인 가스가노오이라쓰메 황녀(春日大郎皇女)이다. 황후는 『일본서기』에 의하면 가스가노이라쓰메(春日娘子)였다고 하나, 『고사기』에는 보이지 않는다. 자식은 없었다.

## 생애
닌켄 천황 재위 7년 정월 3일(494년 1월 25일), 태자가 되었다. 닌켄 천황 재위 11년 8월 8일(498년 9월 9일) 닌켄 천황이 사망하자, 오오미(大臣)인 헤구리노 마토리(平群真鳥)가 국정을 멋대로 하고 교만하게 행동했다.
그는 모노노베노 아라카이(物部麁鹿火)의 딸인 가게히메(影媛)와 혼약을 맺으려 하였으나, 가게히메는 이미 헤구리노 마토리의 아들인 헤구리노 시비(平群鮪)와 맺어져 있었다. 게다가 쓰바이치(海柘榴市)의 우타가키(歌垣)에서 시비가 태자를 상대로 노래 경쟁에서 이기자, 분노한 태자는 헤구리노 마토리에 불만을 품고 있던 오토모노 가나무라(大伴金村)를 시켜 시비를 나라 산(乃楽山)에서 주살하게 하고, 같은 해 11월에는 마토리도 토벌하였다. 그리하여 그는 12월에 즉위를 하고 오토모노 가나무라를 오무라지(大連)로 삼았다.
《일본서기》에 따르면 부레쓰 천황은 잔혹한 폭군이었다. 그는 재위 2년(500년) 9월, 임산부의 배를 갈라 태아를 보았다고 한다. 이후로 사람의 생손톱을 뽑고는 참마를 캐게 한다거나, 연못 물받이로 사람을 흘려보내 창으로 찔러 죽인다거나, 사람을 나무에 오르게 해 활로 쏘아죽이거나, 여자를 말과 성교하게 하는 등 엽기적인 행각을 일삼았다고 한다. 그는 전국의 기근을 잊고 밤낮으로 궁의 사람들과 먹고 마시기에 빠져 있었다고 한다. 하지만 이런 무도한 행동에 관한 기술은 《고사기》에는 보이지 않는데, 이에 대해서는 후대 게이타이 천황의 정권 교체를 정당화하기 위해 일부러 부레쓰 천황을 폭군으로 묘사했을 것이라는 설이 있다.
재위 8년 12월 8일(507년 1월 7일), 그는 후사 없이 사망하였다. 《부상략기》, 《미즈카가미(水鏡)》 등에는 사망시 그의 나이가 18세라고 적혀 있다.

## 가족 관계
- 아버지 : 일본 제24대 닌켄 천황(仁賢天皇, 450~487)
- 어머니 : 가스가노오이라쓰메 황녀(春日大娘皇女)
  - 황후 : 가스가노이라쓰메(春日娘子) - 《고사기》에는 등장하지 않음.

| 전 임 닌켄 천황 | 제25대 일본 천황 498년 12월 ~ 507년 1월 7일 | 후 임 게이타이 천황 |

## 같이 보기
- 일본 천황
- 순타태자